# 萨珐蒂公园
萨珐蒂公园（荷蘭語：Sarphatipark）是位于荷兰首都阿姆斯特丹阿姆斯特丹南的一座公园。它以荷兰医生和城市规划师萨穆埃尔·萨珐蒂的名字命名。